# David Byron
David Byron (geboren als David Garrick) (29 januari 1947 - 28 februari 1985) was van 1968 tot 1976 zanger van de Britse rockgroep Uriah Heep.

## Biografie

### Uriah Heep
David Byron is in 1967 begonnen als zanger van de band Spice. Daarnaast werkte hij als sessiezanger voor goedkope verzamelalbums. Op die albums werden bekende hits nagespeeld door onbekende artiesten. In Spice zaten ook de latere Uriah Heep bandleden Mick Box (gitaar), Paul Newton (bas) en Alex Napier (drums). Korte tijd later voegde ook keyboardspeler Ken Hensley zich bij de band en werd de naam gewijzigd in Uriah Heep. Later hebben zich binnen de ritmesectie nog diverse wijzigingen voorgedaan. David Byron heeft met Uriah Heep negen studioalbums opgenomen (waaronder Look at yourself, Demons and Wizards en The Magician’s Birthday), drie livealbums en enkele succesvolle singles, zoals "Easy livin’" en "Return to fantasy". David Byron stond bekend om zijn grote stembereik en podiumpresentatie. Maar, omdat er steeds meer problemen ontstonden door zijn overmatig alcoholgebruik is Byron op 25 juni 1976, na het laatste concert van een Europese tournee, ontslagen door de overige bandleden.

### Verdere levensloop
In 1975, toen hij nog lid was van Uriah Heep, had hij al het soloalbum Take no prisoner opgenomen, maar dat werd geen succes. In 1977 vormde hij met Clem Clempson (voorheen Humble Pie) en Geoff Britton (Wings) de band Rough Diamond. Wilie Bath was de bassist en Damon Butcher de drummer. Hun gelijknamige debuutalbum werd geen groot succes en de band werd al snel opgeheven. Ook zijn soloalbum Baby faced killer (1978) werd geen succes, evenmin als de David Byron Band die hij samen met gitarist Robin George oprichtte en ook niet zijn derde soloalbum That was only yesterday dat een jaar voor zijn overlijden werd uitgebracht. Hij is op 28 februari 1985 overleden aan de gevolgen van zijn alcoholproblemen.

## Discografie

### Met Uriah Heep
- Very 'Eavy... Very 'Umble – 1970
- Salisbury – 1971
- Look at Yourself – 1971
- Demons and Wizards – 1972
- The Magician's Birthday – 1972
- Uriah Heep Live – 1973
- Sweet Freedom – 1973
- Wonderworld – 1974
- Return to Fantasy – 1975
- High and Mighty – 1976
- Live at Shepperton '74 –opgenomen in 1974, uitgebracht in 1986
- The Lansdowne Tapes –opgenomen in 1969–71, uitgebracht in 1993

### Soloalbums
- Take No Prisoners – 1975
- Baby Faced Killer – 1978
- That Was Only Yesterday - The Last EP –opgenomen in 1984, uitgebracht in 2008

### Met Rough Diamond
- Rough Diamond – 1977

### Met de Byron Band
- On the Rocks – 1981
- Lost and Found –opgenomen in 1980–82, uitgebracht in 2003

- Biblioteca Nacional de España: XX967550
- Gemeinsame Normdatei: 134801245
- International Standard Name Identifier: 0000 0001 0800 3220
- Library of Congress Control Number: nb2005012308
- MusicBrainz: fbde9c00-b634-4dd7-a97f-4417876b0748
- Nationale Bibliotheek van Tsjechië: xx0036721
- Istituto Centrale per il Catalogo Unico: DDSV078882
- Virtual International Authority File: 53669621
- WorldCat: E39PBJrgGtBTHJmpGRvfXTQjG3